# Teekek
A teekek (kiejteni: tikek; angolos írásmóddal: Teek) a Csillagok háborúja elképzelt univerzumának egyik értelmes, rágcsálószerű faja.

## Leírásuk
A teekek anyabolygója nem ismert. Az Endor bolygó erdőholdjára Y. e. 800-ban kerültek el, amikor is egy állatkertet szállító űrhajó lezuhant erre az égitestre. Az űrhajón a teekek mellett értelmes gupinok és lajhárszerű choreamnosok is voltak. Mindhárom faj megtelepedett és kolóniákat alkotott az ewokok világában. A teekek bőre narancssárgás-vörös, az arcuk és kezük kivételével a testüket piszkos-szürkésfehér szőrzet borítja. A nagy füleiken hosszú, pamacsszerű szőrszálak lógnak. Szemszínük egyedenként lehet sötétbarna vagy fekete. Mivel rágcsálószerűek, a szájukból két nagy metszőfog látszik ki. Magasságuk kevesebb mint 1 méter. Az anyagcseréjük nagyon gyors, emiatt igen fürgék, alig észrevehető gyorsasággal tudnak mozogni. Nem beszélik a galaktikus közös nyelvet, de megértik azt, ők pedig makogásokat hallatnak, azaz teek nyelvet beszélnek. Vonzzák őket a csillogó tárgyak.
A közönséges teekek mellett még létezik egy kisebb és karcsúbb testfelépítésű teek-változat is. Az úgynevezett kisebb teekek végtagjai vékonyabbak, a fejük kisebb és megnyúlt arcban végződik; a fülükbe bronzkarikákat aggatnak.

## Megnevezett teekek
- Teek – férfi; Noa Briqualon barátja
- Yeep – férfi; Y. e. 22-ben Tuner Ryna űrhajójának potyautasa, később a Mobquet Presents: Fastest Land Beings gyorsasági verseny nyertese

## Megjelenésük a filmekben, könyvekben, videójátékokban
Az első teeket, azaz a faj névadóját, Teeket a „Harc az Endor bolygón” (Ewoks: The Battle for Endor) című filmben láthatjuk először. Továbbá könyvekben, képregényekben és videójátékokban is találkozhatunk ezzel a rágcsálónéppel.

## Fordítás
- Ez a szócikk részben vagy egészben a Teek (species) című Wookieepedia-szócikk fordítása. Az eredeti cikk szerkesztőit annak laptörténete sorolja fel.